# Wilhelm Abeken
Wilhelm Ludwig Albert Rudolf Abeken, né à Osnabrück le 30 avril 1813 et mort à Munich le  29 janvier 1843 , est un archéologue allemand.

## Biographie
Fils de l'historien Bernhard Rudolf Abeken (de), il étudie la théologie à Berlin (1833), puis l'archéologie (1836). Wilhelm Abeken nous a laissé un ouvrage de référence en allemand : L'Italie centrale avant la domination romaine, d'après ses monuments (Mittelitalien vor den Zeiten römischer Herrschaft. Nach seinen Denkmalen), Cotta : Stuttgart und Tübingen, 1843.

### Liens familiaux
Son frère, Hermann Abeken (de) est un écrivain politique et statisticien.